# Paepalanthus meridensis
Paepalanthus meridensis là một loài thực vật có hoa trong họ Eriocaulaceae. Loài này được Klotzsch ex Körn. mô tả khoa học đầu tiên năm 1863.